# Harriot (cráter)

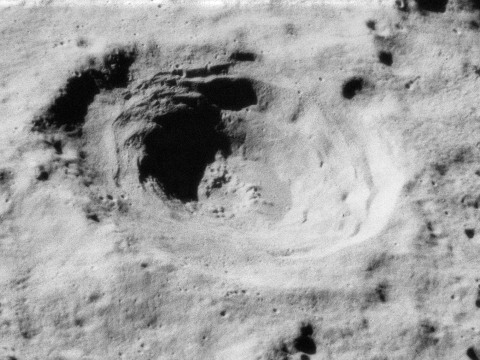
Fotografía de la misión Apolo 16

Harriot es un cráter de impacto que se encuentra en la cara oculta de la Luna, justo al norte del cráter mucho más grande Seyfert. Al noreste de Harriot se halla el cráter Cantor. Alrededor de una distancia de un diámetro y medio al norte de Harriot aparece el extremo oriental de una cadena de cráteres llamada Catena Sumner. Este elemento se prolonga al oeste-noroeste a lo largo de 247 km, pasando al norte del cráter Sumner.
|  |  |

Se trata de una formación de doble cráter, con un impacto más reciente y de menor tamaño (el cráter satélite Harriot B) situado en el sector interior noreste de un brocal exterior más antiguo y erosionado. El cráter interno ocupa casi tres cuartas partes del diámetro del cráter. Este elemento interior tiene un borde bien definido, aunque con las paredes interiores algo inestables, y un pequeño pico central. El borde exterior de Harriot está desgastado y erosionado, con un perfil redondeado producto de una historia de impactos posteriores.

## Cráteres satélite
Por convención estos elementos se identifican en los mapas lunares colocando la letra en el lado del punto medio del cráter que está más cercano a Harriot.
|         | \| Harriot \| Coordenadas \| Diámetro \| \| ------- \| ------------------------------ \| -------- \| \| A \| 35°36′N 114°54′E / 35.6, 114.9 \| 63 km \| \| B \| 33°24′N 114°30′E / 33.4, 114.5 \| 37 km \| \| W \| 35°00′N 111°42′E / 35.0, 111.7 \| 39 km \| \| X \| 35°00′N 113°00′E / 35.0, 113.0 \| 24 km \| |          |
| Harriot | Coordenadas | Diámetro |
| A       | 35°36′N 114°54′E / 35.6, 114.9 | 63 km    |
| B       | 33°24′N 114°30′E / 33.4, 114.5 | 37 km    |
| W       | 35°00′N 111°42′E / 35.0, 111.7 | 39 km    |
| X       | 35°00′N 113°00′E / 35.0, 113.0 | 24 km    |